# 에마촌
에마촌(江間村)은 시즈오카현 동부 기미사와군·다가타군에 속했던 촌이다. 1954년 3월 31일에 이즈나가오카정에 편입되어 소멸했으며, 이후의 자치체는 이즈노쿠니시 북동부에 해당한다.

## 역사
- 1889년 4월 1일 - 정촌제 시행에 의해 기미사와군 에마촌이 성립하였다.
- 1896년 4월 1일 - 군 개편에 의해 다카타군으로 변경되었다.
- 1930년 10월 26일 - 기타이즈 지진이 발생해, 3명이 사망하였다.
- 1954년 3월 31일 - 이즈나가오카정에 편입해 동일 에마촌은 폐지되었다.

## 교통

### 도로
현재는 구 촌내에 이즈 주오도 나가오카 나들묵이 소재하지만 에마촌 시절에는 미개통이였다.

## 참고 문헌
- 가도카와 일본 지명 대사전 22 静岡県